# Municipio de Sago
El municipio de Sago (en inglés: Sago Township) es un municipio ubicado en el condado de Itasca en el estado estadounidense de Minnesota. En el año 2010 tenía una población de 176 habitantes y una densidad poblacional de 1,98 personas por km².

## Geografía
El municipio de Sago se encuentra ubicado en las coordenadas 47°4′55″N 93°15′59″O / 47.08194, -93.26639. Según la Oficina del Censo de los Estados Unidos, el municipio tiene una superficie total de 89.08 km², de la cual 87,58 km² corresponden a tierra firme y (1,68 %) 1,5 km² es agua.

## Demografía
Según el censo de 2010, había 176 personas residiendo en el municipio de Sago. La densidad de población era de 1,98 hab./km². De los 176 habitantes, el municipio de Sago estaba compuesto por el 97,73 % blancos y el 2,27 % eran de una mezcla de razas. Del total de la población el 0 % eran hispanos o latinos de cualquier raza.